# Хегнер, Антон Роберт
Антон Роберт Хегнер (нем. Anton Robert Hegner; род. 22 февраля 1926, Кобе) — швейцарский предприниматель и дипломат.
Сын Роберта Хегнера (1898—1970), предпринимателя, с 1906 г. вместе со своим дядей Германом Зибером руководившего швейцарским торговым домом в Японии (Siber, Hegner & Co.).
Учился в университетах Цюриха, Парижа и Вены.
В 1953—1955 гг. работал в странах Юго-Восточной Азии как корреспондент швейцарских газет. Затем на дипломатической работе: в швейцарских посольствах в Великобритании (1957—1958) и Аргентине (1959—1962), в представительстве Швейцарии при ООН (1962—1965), швейцарской делегации в штаб-квартире Организации экономического сотрудничества и развития (1969—1973). В 1973—1975 гг. посланник (глава дипломатического представительства) Швейцарии в Бонне. В 1975—1980 гг. возглавлял отдел Европы и Северной Америки в министерстве иностранных дел Швейцарии. В 1980—1984 гг. посол Швейцарии в США. В 1984—1985 гг. в ранге посла представлял Швейцарию в объединённой штаб-квартире международных организаций в Женеве.
В 1986—1997 гг. председатель совета директоров семейной компании Siber, Hegner & Co. (в 2002 г. в результате слияния образовала концерн DKSH).